# Contini Bonacossi Collection
Contini Bonacossi Collection – prywatna kolekcja sztuki, od 1969 roku będąca częścią Galerii Uffizi, znajdująca się we Florencji
Kolekcja stanowi część wielkiej kolekcji hrabiego Alessandra Contini Bonacossiego (1878-1955). Po śmierci hrabiego na mocy testamentu kolekcja została przekazana państwu włoskiemu w 1969 roku. Z powodu zaskarżenia woli zmarłego przez jego rodzinę większość dzieł została sprzedana poza granice kraju. Galeria Uffizi również zakupiła kilka płócien, w tym obrazy Paola Uccellego i Tycjana.
Kolekcja składa się z 35 obrazów, jedenastu rzeźb, dwunastu herbów Della Robbia. Zawiera arcydzieła słynnych toskańskich artystów, m.in. Cimabue, Agnolo Gaddiego i Andrei del Castagno, oraz dzieła znanych artystów europejskich i włoskich, takich jak Francisco Goya i El Greco, Veronese, Jacopo Tintoretto i Giovanni Lorenzo Bernini.
Prócz obrazów, w kolekcji znajdują się cenne meble, ceramika, broń i dwanaście rzeźb.